# Youssef El Motie
Youssef El Motie (arab. يوسف المطيع, ur. 16 grudnia 1994 w Tamarze) – marokański piłkarz, grający jako bramkarz w Wydadzie Casablanca.

## Kariera klubowa

### Początki
Karierę rozpoczynał w Widadzie Témara, gdzie występował w drużynach juniorskich i seniorskiej od 2016 roku. 1 lipca 2018 roku przeniósł się do TAS Casablanca. Zdobył z nimi puchar Maroka w sezonie 2018/2019. Grał w meczu finałowym.

### Chabab Mohammédia
29 listopada 2020 roku został zawodnikiem Chababu Mohammédia. Pierwszy mecz zagrał w tym zespole 3 kwietnia 2021 roku w meczu przeciwko Difaâ El Jadida (0:0). Bronił przez cały mecz. Łącznie w zespole z Al-Muhammadijji zagrał 42 ligowe mecze, w których wpuścił 43 gole i 17 razy zachował czyste konto.

### Wydad Casablanca
22 sierpnia 2022 roku podpisał kontrakt z Wydadem Casablanca. W tym zespole debiut zaliczył 5 stycznia 2023 roku w meczu przeciwko Chababowi Mohammédia (porażka 1:2). Grał przez pełne 90 minut. Łącznie do 21 grudnia 2024 zagrał 51 meczów ligowych, w których wpuścił 48 bramek i dwudziestokrotnie zachowywał czyste konto.

## Kariera reprezentacyjna
Był w kadrze na mecz towarzyski reprezentacji Maroka przeciwko Burkinie Faso 12 września 2023 roku.